# M・W・レイル
M・W・レイル（M. W. Rale, 1877年3月25日 - 1940年7月8日）は、アメリカ合衆国の俳優である。本名ミハイル・W・イスラーレ（Michael W. Israle）、マイケル・レイル（Michael Rale/Rayle）ともクレジットされた。

## 人物・来歴
1877年（明治10年）3月25日、ロシア帝国（現在のロシア）に生まれる。
最初のキャリアは舞台俳優で、時期は不明だがアメリカ合衆国に移住し、1904年（明治37年）、4幕もののミュージカル The Street Singer でニューヨーク・ブロードウェイの舞台に立った記録がある。
1914年（大正3年）から、レオポルド・ワートンおよびシオドア・ワートンのワートン兄弟が製作するパテ・シリアル『拳骨』（The Exploits of Elaine）、その続篇の『拳骨』（The New Exploits of Elaine, 1915年）に中国人の役で出演し、映画界に進出、以降、多く東洋人役で映画出演をする。Beatrice Fairfax や『ミラの秘密』、Patria といったシリアルに出演した後、1918年（大正7年）にはノーマ・タルマッジ主演の『禁断の都』に中国人役で出演している。
1925年（大正14年）、フィル・ローゼン監督の『妖婦馴らし』に出演したのを最後に映画界から離れ、1927年（昭和2年）にはブロードウェイに戻っている。1932年（昭和7年）、パール・S・バックの小説『大地』を舞台化した The Good Earth に出演したのが、舞台での最後の記録である。
引退後はニュージャージー州イングルウッドの俳優のための養老院で晩年を過ごし、1940年（昭和15年）7月8日、同地で死去した。満63歳没。

## フィルモグラフィ
すべて出演作である。

### 1910年代
- 『拳骨』 The Exploits of Elaine : 監督ルイ・ガスニエ / ジョージ・B・サイツ / レオポルド・ワートン、主演パール・ホワイト、1914年 - 出演・役名 Wong Lang Sin
- 『拳骨』 The New Exploits of Elaine : 監督ルイ・ガスニエ / レオポルド・ワートン / シオドア・ワートン、主演パール・ホワイト、1915年 - 出演・役名 Long Sin
- The Final Judgment : 監督エドウィン・カリュー、主演エセル・バリモア、1915年 - 出演・役名 Kato, valet to Ross
- Madame Butterfly : 監督シドニー・オルコット、主演メアリー・ピックフォード、1915年 - 出演・役名 The Nakodo
- Lydia Gilmore : 監督ヒュー・フォード / エドウィン・S・ポーター、主演ポーリン・フレデリック、1915年 - 「マイケル・レイル」名義で出演・役名 Detective
- Beatrice Fairfax Episode 4: The Stone God : 監督レオポルド・ワートン / シオドア・ワートン、主演ハリー・フォックス、1916年 - 出演・役名 Shara Ali'-Indian Prince
- 『ミラの秘密』 The Mysteries of Myra : 監督レオポルド・ワートン / シオドア・ワートン、主演ジェーン・ソザーン、1916年 - 出演・役名 Master of the Black Order
- Patria : 監督ジャック・ジャッカード / レオポルド・ワートン / シオドア・ワートン、主演アイリーン・キャッスル、1917年
- 『禁断の都』 The Forbidden City : 監督シドニー・フランクリン、主演ノーマ・タルマッジ、1918年 - 「マイケル・レイル」名義で出演・役名 Mandarin [2]

### 1920年代
- 『花嫁の怪賊』 Away Goes Prudence : 監督ジョン・S・ロバートソン、主演ビリー・バーク、1920年 - 出演・役名 Chinaman
- 『三浬沖合』 Three Miles Out : 監督アーヴィン・ウィラット、主演マッジ・ケネディ、1924年 - 出演・役名 'Highbrow' Higgins
- 『妖婦馴らし』 The Heart of a Siren : 監督フィル・ローゼン、主演バーバラ・ラ・マー、1925年 - 「マイク・レイル」名義で出演・役名 Pierre

## 関連事項
- イングルウッド (ニュージャージー州) （en:Englewood, New Jersey）

## 註
1. 1 2 3 4 5 6 7 8 9  M. W. Rale, Internet Movie Database （英語）, 2010年7月16日閲覧。
2. 1 2 3 4  M. W. Rale, allmovie （英語）, 2010年7月16日閲覧。
3. 1 2 3  M. W. Rale, Internet Broadway Database （英語）, 2010年7月16日閲覧。